# Кристиана Луиза фон Насау-Идщайн
Кристиана Луиза фон Насау-Идщайн (на немски: Christiane Luise von Nassau-Idstein; Christiana Louise Prinzessin von Nassau; * 31 март 1691, Идщайн; † 13 април 1723, Аурих) е принцеса от Насау-Идщайн-Висбаден и чрез женитба княгиня на Източна Фризия.

## Произход и смърт
Тя е най-голямата дъщеря на княз Георг Аугуст фон Насау-Идщайн (1665 – 1721) и съпругата му принцеса Хенриета Доротея фон Йотинген-Йотинген (1672 – 1728), дъщеря на княз Албрехт Ернст I фон Йотинген-Йотинген и херцогиня Кристина Фридерика фон Вюртемберг.
Тя умира на 13 април 1723 г. на 32 години в Аурих и е погребана в църквата „Св. Ламберти“, Аурих.

## Фамилия
Кристиана Луиза се омъжва на 23 септември 1709 г. в Идщайн за княз Георг Албрехт от Източна Фризия (1690 – 1734), вторият син на княз Кристиан Еберхард от Източна Фризия (1665 – 1708) и съпругата му принцеса Еберхардина София фон Йотинген-Йотинген (1666 – 1700). Те имат един пораснал син:
- дъщеря († 5 ноември 1720)
- Георг Кристиан (* 13 октомври 1710; † 28 април 1711)
- Хенриета Шарлота (* 23 октомври 1711; † 29 октомври 1711)
- Карл Кристиан (* 4 януари 1715; † 14 януари 1715)
- Карл Едуард (Едцард) (* 18 юни 1716; † 25 май 1744), княз на Източна Фризия, женен на 25 май 1634 г. за маркграфиня Вилхелмина София фон Бранденбург-Байройт (1714 – 1749), дъщеря на маркграф Георг Фридрих Карл фон Бранденбург-Байройт и принцеса Доротея фон Шлезвиг-Холщайн-Зондербург-Бек
- Хенриета Августа Вилхелмина (* 22 април 1718; † 21 април 1719)

Георг Албрехт от Източна Фризия се жени втори път на 8 декември 1723 г. в Берум за маркграфиня София фон Бранденбург-Байройт (1707 – 1764).